# Jalal Khoury
Jalal Khoury (en árabe:جلال خوري, Beirut, 28 de mayo de 1933-Beirut, 2 de diciembre de 2017) fue un dramaturgo y director teatral líbanés, primer autor de su país traducido y representado fuera, su "Al Rafiq Segean" fue llevado al Volkstheater Rostock dos temporadas consecutivas.
Además de su trabajo como director, participó en conferencias en París o México.